# Isoberlinia paradoxa
Isoberlinia paradoxa är en ärtväxtart som beskrevs av Lucien Leon Hauman. Isoberlinia paradoxa ingår i släktet Isoberlinia och familjen ärtväxter. Inga underarter finns listade i Catalogue of Life.